# مامادو تيو
مامادو تيو (بالفرنسية: Mamadou Tew)‏ (1959 - 2019)، هو لاعب كرة قدم سنغالي لعب على الصعيدين الاحترافي والدولي كظهير أيمن.

## روابط خارجية
- مامادو تيو على موقع الاتحاد الدولي (مؤرشف)  (الإنجليزية)
- مامادو تيو على موقع قاعدة بيانات كرة القدم.إي يو (الإنجليزية)
- مامادو تيو على موقع ناشيونال فوتبول تيمز (الإنجليزية)
- مامادو تيو على موقع عالم كرة القدم.نت (الإنجليزية)